# Deltaspis rubriventris
Deltaspis rubriventris är en skalbaggsart som beskrevs av Bates 1880. Deltaspis rubriventris ingår i släktet Deltaspis och familjen långhorningar. Inga underarter finns listade i Catalogue of Life.